# T'ohdinin'-kiiyaahaan
T'ohdinin'-kiiyaahaan (T'odannang-kiyahang), banda Pitch Wailaki Indijanaca, porodica Athapaskan, s obje strane North Fork Eel Rivera u sjevernoj Kaliforniji, od Hull's Creeka na jugozapad do granice s plemenom North Fork Wailaki. 
Izvori ne daju imena njihovih sela. T'ohdinin'-kiiyaahaan ="prairie slope people."